# ارباب حلقه‌ها: حلقه‌های قدرت (فصل ۳)
فصل سوم مجموعه تلویزیونی فانتزی آمریکایی ارباب حلقه‌ها: حلقه‌های قدرت بر پایهٔ تاریخ سرزمین میانه، نوشتهٔ جی. آر. آر. تالکین ساخته شده است و تمرکز اصلی آن بر مطالب موجود در پیوست‌های رمان ارباب حلقه‌ها (۱۹۵۴–۱۹۵۵) است. داستان این فصل، هزاران سال پیش از رویدادهای رمان و در دوران دوم سرزمین میانه جریان دارد و چند سال پس از وقایع فصل دوم، در اوج نبرد میان الف‌ها و سائورون، ارباب تاریکی روایت می‌شود. این فصل تلاش‌های سائورون برای ساختن حلقه یگانه را به تصویر می‌کشد؛ حلقه‌ای که قدرت پیروزی در جنگ و تسلط بر سراسر سرزمین میانه را برای او به ارمغان خواهد آورد. این فصل به‌تهیه‌کنندگی آمازون ام‌جی‌ام استودیوز با همکاری نیو لاین سینما تولید شده و جی.دی. پین و پاتریک مک‌کی نیز به‌عنوان شورانرهای مجموعه فعالیت دارند.
آمازون در نوامبر ۲۰۱۷ حقوق تلویزیونی ارباب حلقه‌ها را خریداری کرد و تعهد تولید یک مجموعه چند فصلی را پذیرفت. نویسندگی فصل سوم تا اکتبر ۲۰۲۴ در جریان بود و این فصل در فوریه ۲۰۲۵ به‌طور رسمی تأیید شد.
فیلم‌برداری اصلی فصل سوم از اواسط مه ۲۰۲۵ در بریتانیا آغاز شد و کارگردانی آن بر عهدهٔ شارلوت برندستروم، سانا حامری و استفان شوارتز است.
این فصل از طریق سرویس استریم آمازون پرایم ویدئو پخش خواهد شد.

## قسمت‌ها
شارلوت برندستروم، سانا حامری و استفان شوارتز هر یک چند قسمت از این فصل را کارگردانی می‌کنند. نویسندگان این فصل عبارت‌اند از جی.دی. پین و پاتریک مک‌کی، جاستین دوبل، بن تاگو، آوا وانگ دیویس، کانستنس چنگ، جاناتان ویلسون، گریف جونز و سارا انسون.

## تولید

### توسعه
آمازون در نوامبر ۲۰۱۷ حقوق تلویزیونی رمان ارباب حلقه‌ها (۱۹۵۴–۱۹۵۵) اثر جی. آر. آر. تالکین را خریداری کرد. سرویس استریم این شرکت، آمازون پرایم ویدئو، متعهد به تولید یک مجموعهٔ چندفصلی بر اساس این رمان و پیوست‌های آن شد؛ تعهدی که تصور می‌شد شامل پنج فصل باشد. این مجموعه قرار است توسط آمازون ام‌جی‌ام استودیوز و با همکاری نیو لاین سینما و با مشورت املاک تالکین ساخته شود. بودجهٔ هر فصل از این مجموعه در حدود ۱۰۰ تا ۱۵۰ میلیون دلار آمریکا برآورد شده است. همچنین، سرویس استریم آمازون پرایم ویدئو می‌بایست پیش از آغاز تولید هر فصل، به صورت رسمی مجوز ساخت آن را صادر می‌کرد. جی.دی. پین و پاتریک مک‌کی در ژوئیه ۲۰۱۸ برای توسعهٔ این مجموعه استخدام شدند و یک سال بعد به‌عنوان شورانرهای مجموعه معرفی شدند. این دو در ژانویه ۲۰۲۲ عنوان کامل مجموعه را اعلام کردند: ارباب حلقه‌ها: حلقه‌های قدرت. در اوت همان سال، آمازون اعلام کرد که طبق قرارداد با املاک تالکین، این شرکت موظف است مجموعه را متمایز از اقتباس‌های سینمایی ارباب حلقه‌ها (۲۰۰۱–۲۰۰۳) و هابیت (۲۰۱۲–۲۰۱۴) ساختهٔ پیتر جکسون نگه دارد. با این حال، شورانرها قصد داشتند هماهنگی بصری میان این مجموعه و فیلم‌های جکسون حفظ شود. در ادامهٔ همان ماه، آمازون اعلام کرد که از فصل دوم به بعد، تولید مجموعه از نیوزیلند— محل فیلم‌برداری فیلم‌های جکسون و فصل اول این مجموعه— به بریتانیا منتقل خواهد شد.

### نگارش
اتاق نویسندگان این فصل شامل جی.دی. پین، پاتریک مک‌کی، جاستین دوبل، بن تاگو، آوا وانگ دیویس، کانستنس چنگ، جاناتان ویلسون، گریف جونز و سارا انسون بود. کار آن‌ها تا اکتبر ۲۰۲۴ در جریان بود. شورانرهای مجموعه ساختار این مجموعه را به‌گونه‌ای طراحی کردند که هر فصل پیرامون چند «لحظهٔ کلیدی و محوری» از تاریخ دوران دوم سرزمین میانه، بر پایهٔ نوشته‌های تالکین، شکل گیرد. فصل سوم چند سال پس از وقایع فصل دوم و در اوج «جنگ الف‌ها و سائورون» آغاز می‌شود و به ساخت حلقه یگانه توسط سائورون می‌پردازد؛ حلقه‌ای که او معتقد است با آن می‌تواند در جنگ پیروز شده و بر سراسر سرزمین میانه سلطه یابد.

## انتشار
این فصل از طریق سرویس استریم آمازون پرایم ویدئو منتشر خواهد شد.